# Eucelatoria heliothis
Eucelatoria heliothis là một loài ruồi trong họ Tachinidae.